# Cold Prey
Série
Cold Prey 2
(2008)
Pour plus de détails, voir Fiche technique et Distribution.
Cold Prey (Norvégien : Fritt Vilt, litt. "Saison ouverte") est un film d'horreur norvégien réalisé par Roar Uthaug, sorti en 2006.

## Synopsis
Jannicke, Morten, Eirik, Mikael et Ingunn sont cinq jeunes Norvégiens qui décident de partir en vacances dans les montagnes de Jotunheimen, afin de pouvoir faire du snowboard.
Alors qu'ils sont isolés, très loin dans les montagnes enneigées, Morten fait une chute et se casse la jambe. Les cinq amis vont alors se réfugier dans un hôtel abandonné, mais se rendent rapidement compte que l'endroit n'est pas aussi désert qu'il n'y paraît .

## Fiche technique
- Titre original : Fritt Vilt
- Titre international : Cold Prey
- Réalisation : Roar Uthaug
- Scénario : Thomas Moldestad, d'après une histoire de Roar Uthaug et Martin Sundland, une idée de Jan Eirik Langoen et Magne Lyngner
- Décors : Astrid Sætren
- Costumes : Baron von Bulldog
- Photographie : Daniel Voldheim
- Son : Christian Schaanning
- Montage : Jon Endre Mørk
- Musique : Magnus Beite
- Production : Martin Sundland et Magne Lyngner
- Société de production : Fantefilm
- Sociétés de distribution : SF Norge A/S (Norvège) ; StudioCanal (France)
- Pays d'origine :  Norvège
- Langue originale : norvégien
- Format  couleur - 2.35 : 1 (CinemaScope) - 35mm (Anamorphic) - Dolby Digital
- Genre : horreur
- Durée : 97 minutes
- Dates de sortie :
  -  Norvège : 13 octobre 2006
  -  Suisse 4 juillet 2007 (Festival international du film fantastique de Neuchâtel 2007)
  -  France : 5 janvier 2010 (DVD/Blu-Ray)
  -  Belgique : 3 novembre 2010 (DVD/Blu-Ray)
- Interdit aux moins 12 ans

## Distribution
- Ingrid Bolsø Berdal (VF : Valérie Nosrée) : Jannicke
- Rolf Kristian Larsen (VF : Benjamin Alazraki) : Morten Tobias
- Viktoria Winge (VF : Léa Gabrièle) : Ingunn
- Tomas Alf Larsen (VF : Benjamin Pascal) : Eirik
- Endre Midtstigen (VF : Julien Sibre) : Mikal
- Rune Melby : le tueur
- Erik Skjeggedal : l'enfant disparu
- Tonje Lunde : la mère de l'enfant disparu
- Hallvard Holmen : le père de l'enfant disparu

## Tournage
Le tournage a eu lieu entre 17 janvier et 4 mars 2006 dans le haut de la montagne du Jotunheimen en Norvège.

## Distinctions

### Récompenses
- Festival international de cinéma de Trondheim 2007 :
  - Meilleurs producteurs (Martin Sundland et Magne Lyngner)
  - Meilleur son (Christian Schanning)
- Grossmann Fantastic Film and Wine Festival 2007 : Meilleur film
- Prix Amanda 2007 :
  - Meilleure actrice
  - Choix du public

### Nominations
- Prix Amanda 2007 : Meilleur film

## Suites
Les suites Cold Prey 2, réalisé par Mats Stenberg, est sorti en salle en 2008 et Cold Prey 3, de Mikkel Brænne Sandemose, en 2010.